# Гонка по нисходящей
Гонка по нисходящей, гонка уступок (англ. race to the bottom — букв. «гонка на дно») — отмена ограничений и снижение стандартов государственного регулирования в результате межнациональной или межрегиональной конкуренции, например за инвестиции.
Согласно теории этого явления, снижение налогов, социальных гарантий, торговых ограничений и государственного регулирования бизнеса приводит к обострению бедности. В результате часть населения мигрирует в страны, которые ещё сохраняют определённый уровень защиты населения, но те вынуждены также снижать защиту, просто чтобы оставаться конкурентоспособными.

## История
Термин «гонка по нисходящей» был впервые использован Луисом Брандейсом, судьёй Верховного суда США в деле 1933 года, Лиггет и Ко. против Ли (288 U. S. 517, 558—559). В конце XIX века законодательство об акционерных обществах в Европе быстро либерализировалось. Разные страны принимали всё более либеральные законы, чтобы сохранить конкурентоспособность местных предприятий. Схожие процессы происходили и в США, где отдельные штаты пытались стать более привлекательными для создания корпораций. Этот процесс часто называли «гонкой за эффективностью» (race to efficiency), а Брандейс предложил термин «гонка по нисходящей».

## Проявления
Примером «гонки по нисходящей» были планы президента Франции Николя Саркози увеличить рабочий день и рабочую неделю с целью создания более конкурентоспособной экономики.
Исследование Ниты Рудры из Питсбургского университета (США, штат Пенсильвания) показало, что в развивающихся странах, таких как Индия, Бразилия и Южная Корея, «гонка по нисходящей» протекает иначе, чем в развитых странах. В развивающихся странах от снятия ограничений страдает прежде всего средний класс (вследствие потери своих преимуществ), а не беднейшие слои населения. Более того, существующие в развитых странах системы социального обеспечения чрезвычайно разнообразны, что определяет необходимость их типологизации. Поэтому на основе исследований «гонки по нисходящей», проведенных в странах ОЭСР, нельзя делать выводы о данном процессе в развивающихся странах.